# Patna Museum

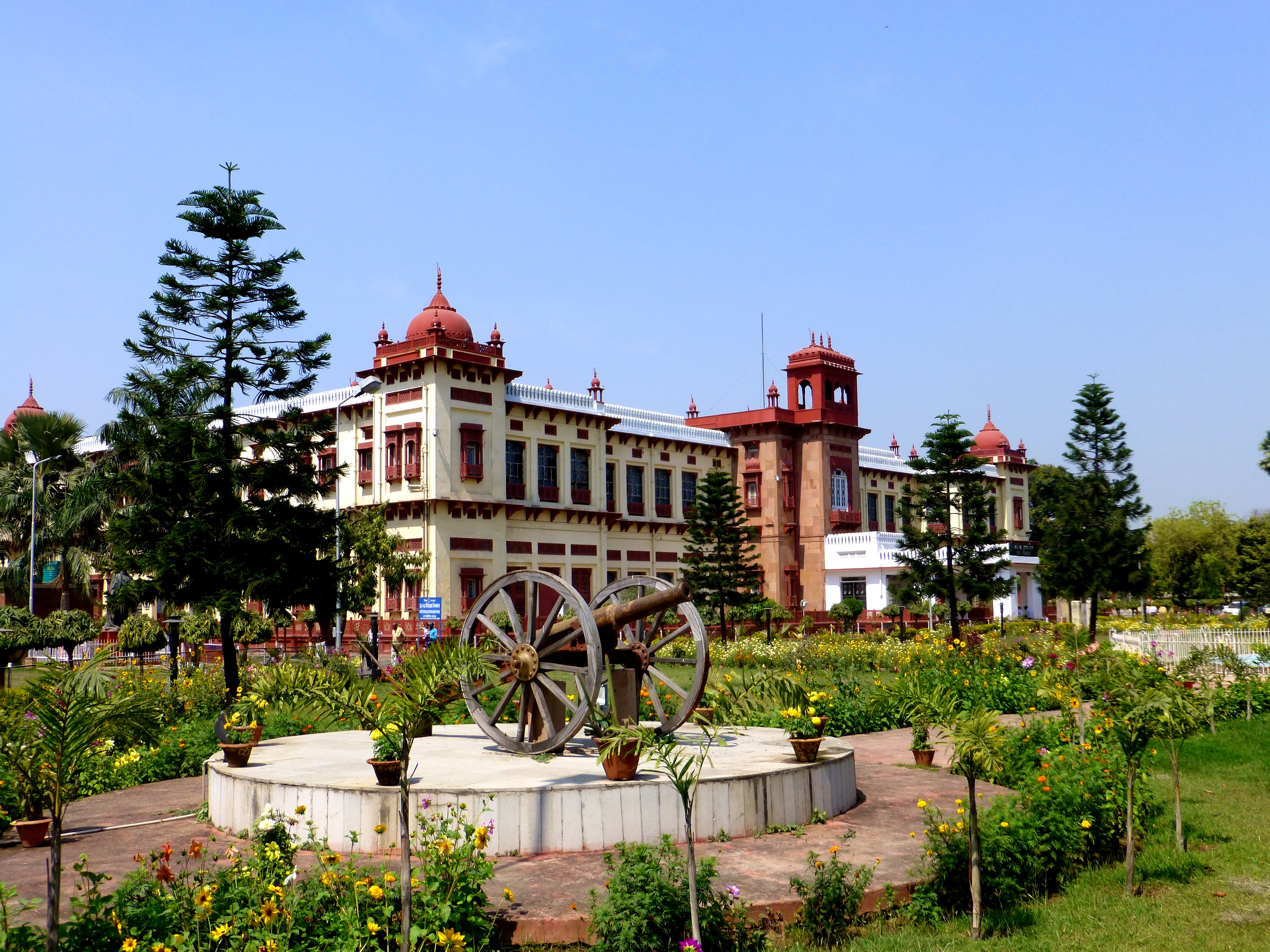
Patna Museum

Das Patna Museum (Hindi पटना संग्रहालय) in der Stadt Patna im nordindischen Bundesstaat Bihar ist eines der bedeutendsten archäologischen Regionalmuseen des Landes.

## Lage

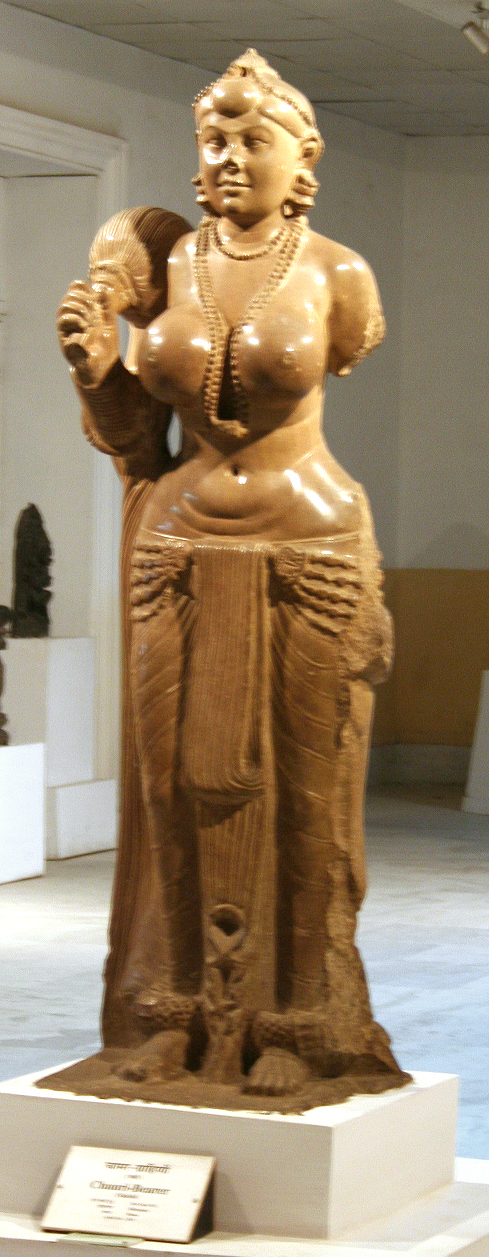
Yakshini (2. Jh. v. Chr.)

Das Patna Museum befindet sich in einem kolonialzeitlichen Gebäude an der Buddha Marg im Herzen der Stadt ca. 1,5 km nordwestlich des Bahnhofs bzw. ca. 1 km südwestlich des Golghar-Kornspeichers.

## Geschichte
Nach der Abtrennung von Bengalen im Jahr 1912 wurde die Notwendigkeit eines eigenständigen Museums für Bihar deutlich. Ein Provisorium öffnete bereits 1915 seine Pforten, doch im Jahr 1929 wurden alle bis dahin gesammelten Exponate in den nunmehr fertiggestellten Neubau verbracht.

## Sammlungen
Das Museum umfasst zahlreiche buddhistische Fundstücke aus der Umgebung der alten Stadt Pataliputra, vor allem aus den religiösen Zentren der Umgebung (z. B. Rajgir, Nalanda und Gaya), außerdem mittelalterliche hinduistische Skulpturen. Auch ein versteinerter Baum ist zu sehen.

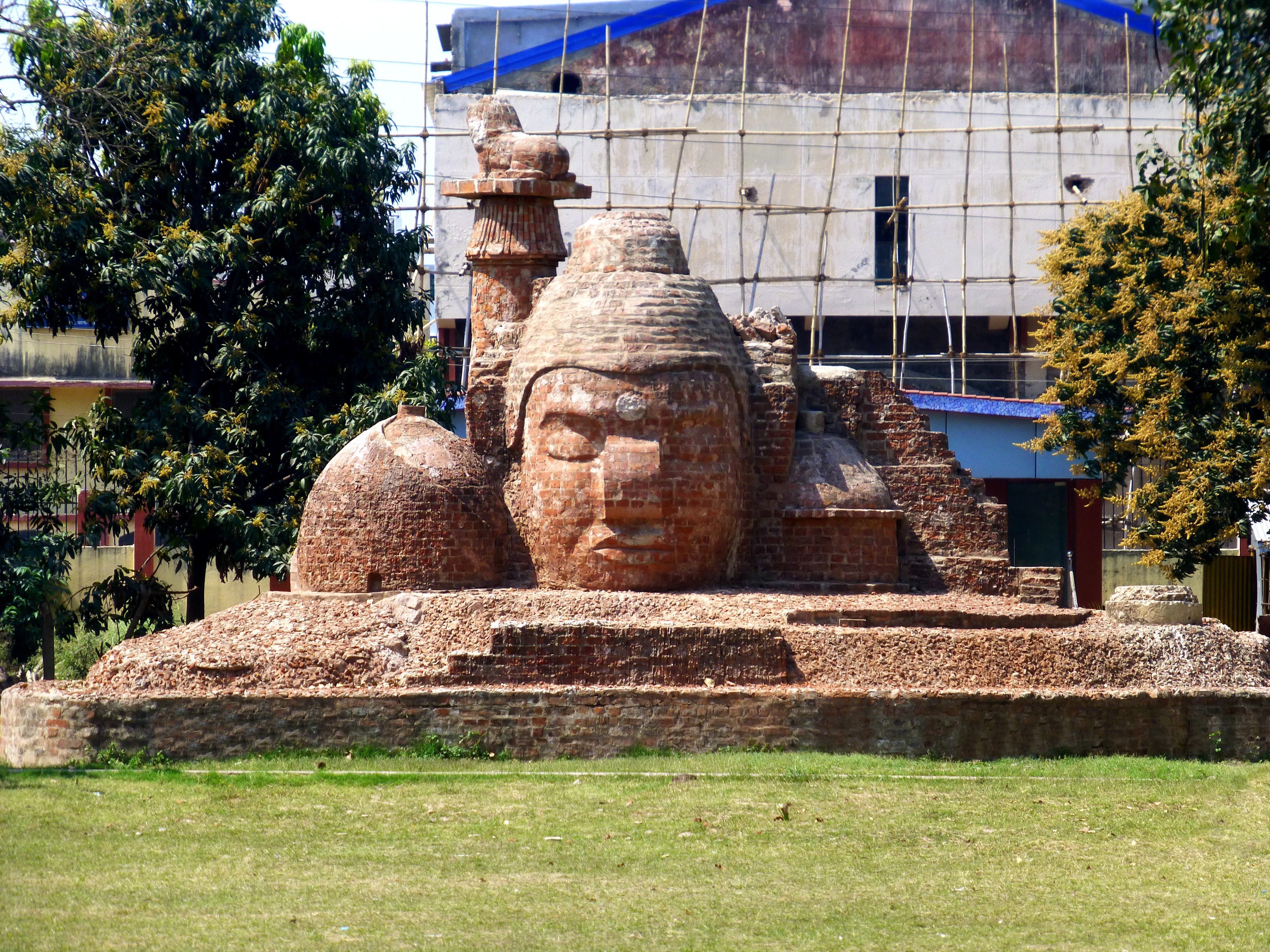
Neuzeitlicher Steintorso Buddhas
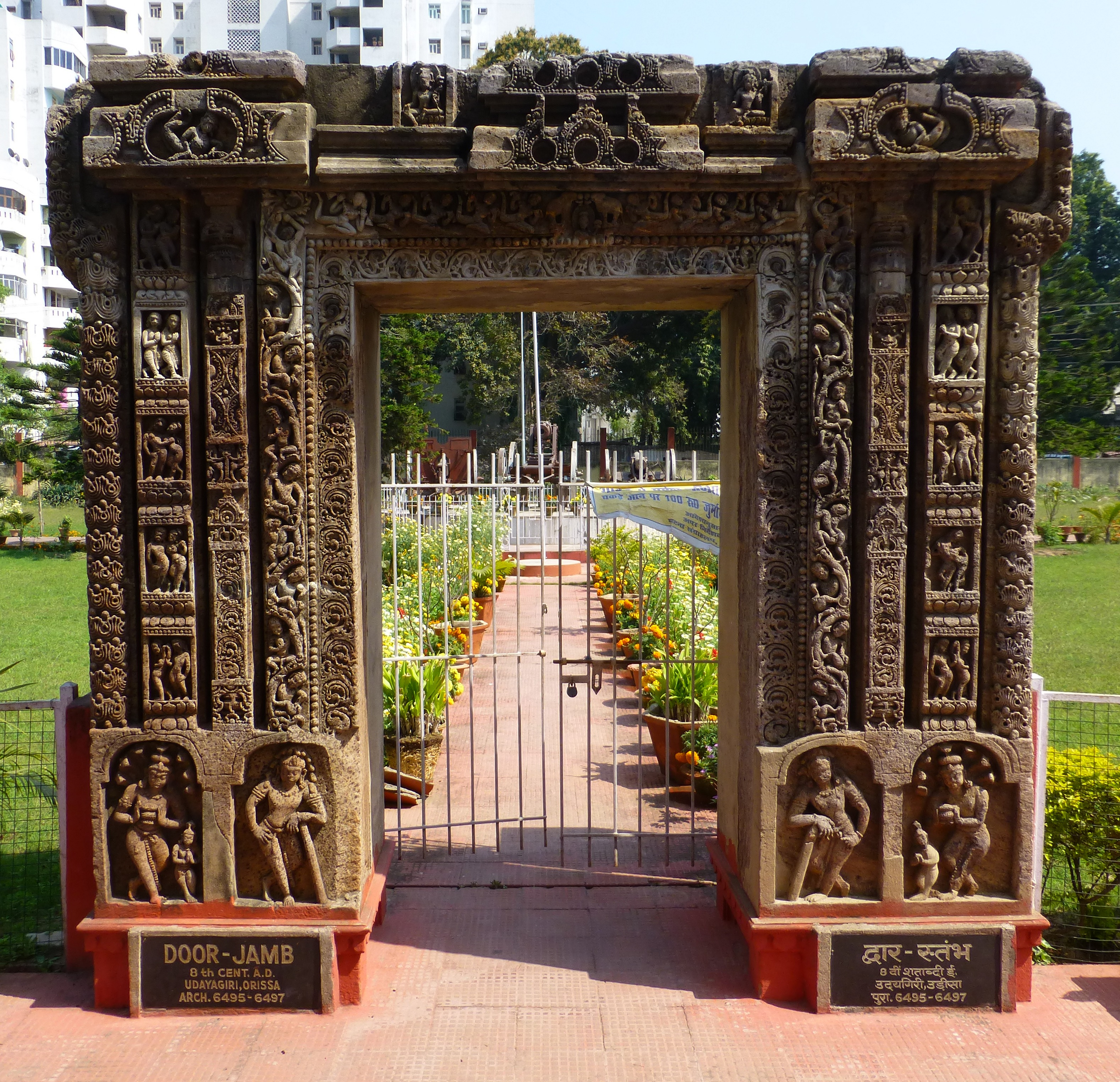
Tor (torana), Udyagiri (8. Jh.)
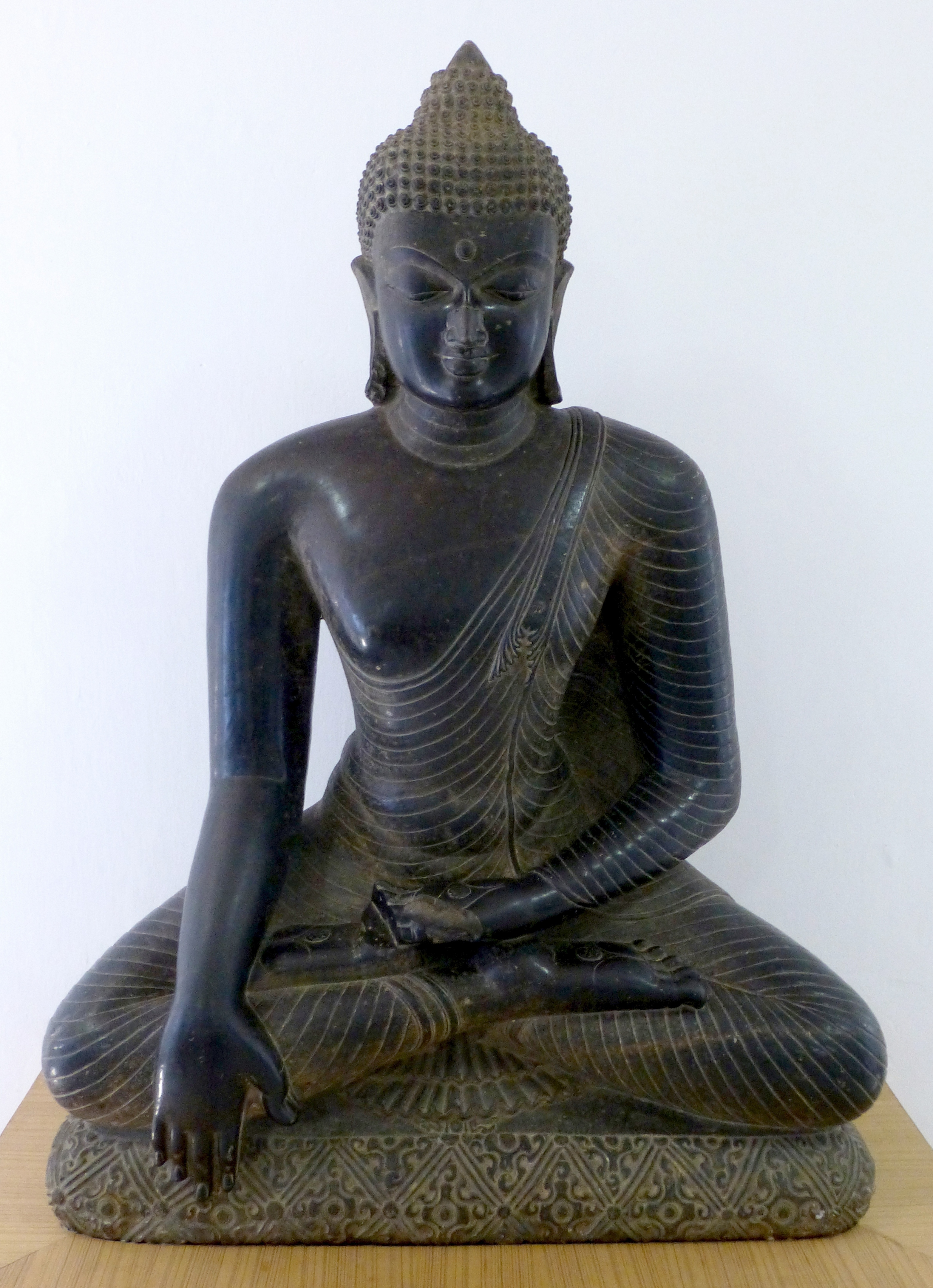
Buddha, Gaya (10. Jh.)
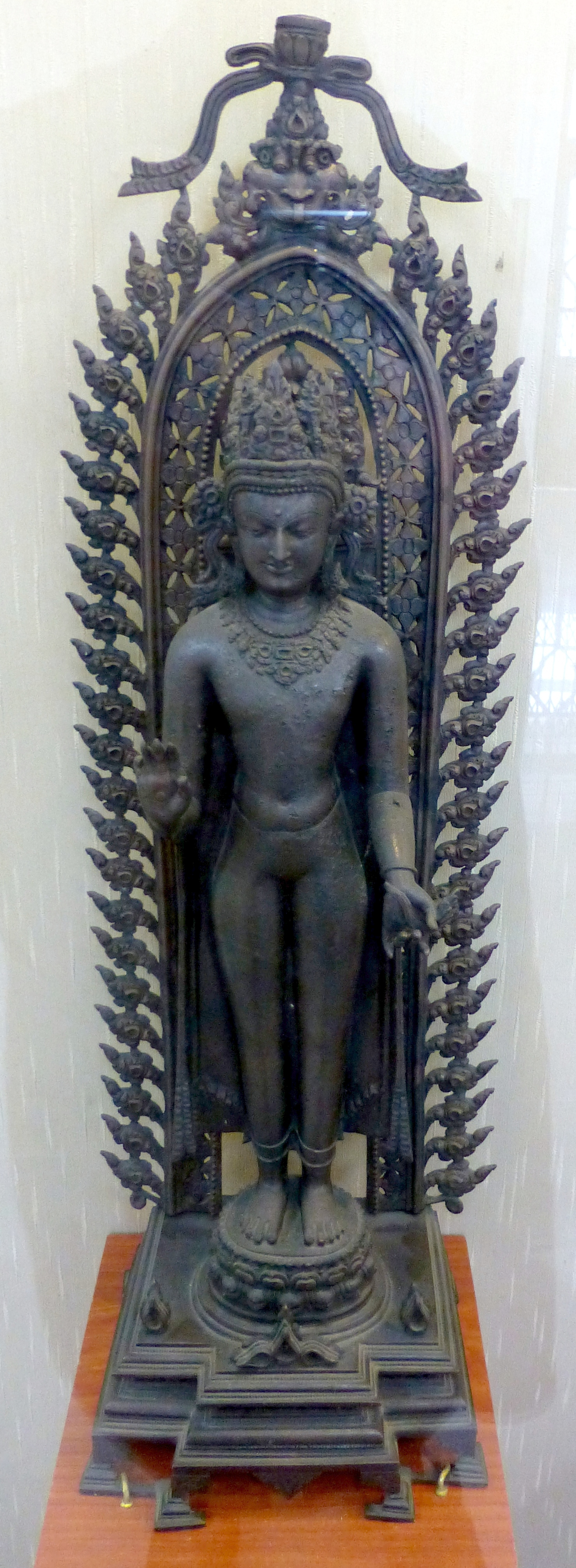
Gekrönter Buddha, Gaya (10. Jh.)
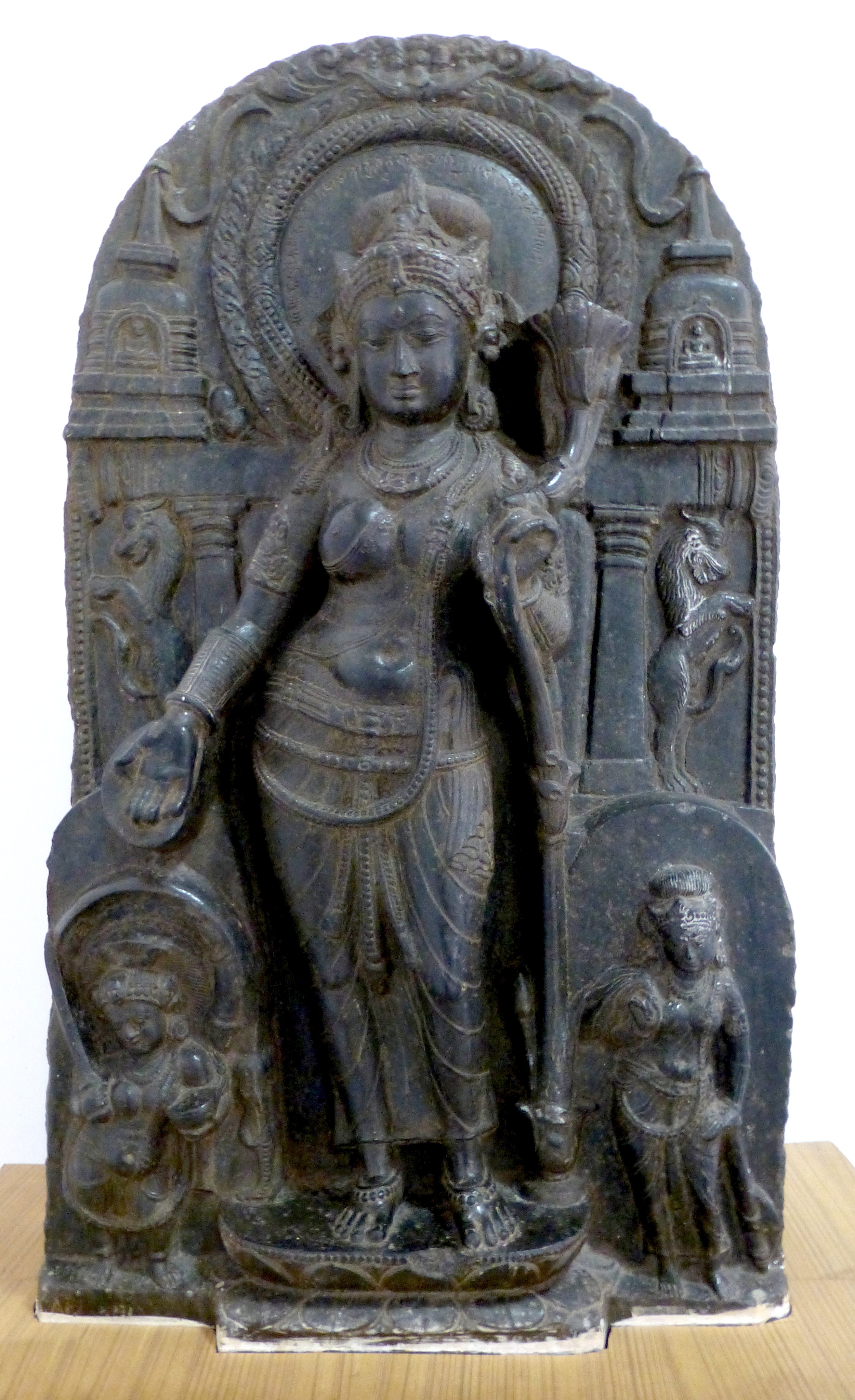
Tara, Gaya (10./11. Jh.)

## Sonstiges
Seit dem Jahr 2012 ist ein Museumsneubau geplant.